# Andabate
 (août 2020).
Si vous disposez d'ouvrages ou d'articles de référence ou si vous connaissez des sites web de qualité traitant du thème abordé ici, merci de compléter l'article en donnant les références utiles à sa vérifiabilité et en les liant à la section « Notes et références ».

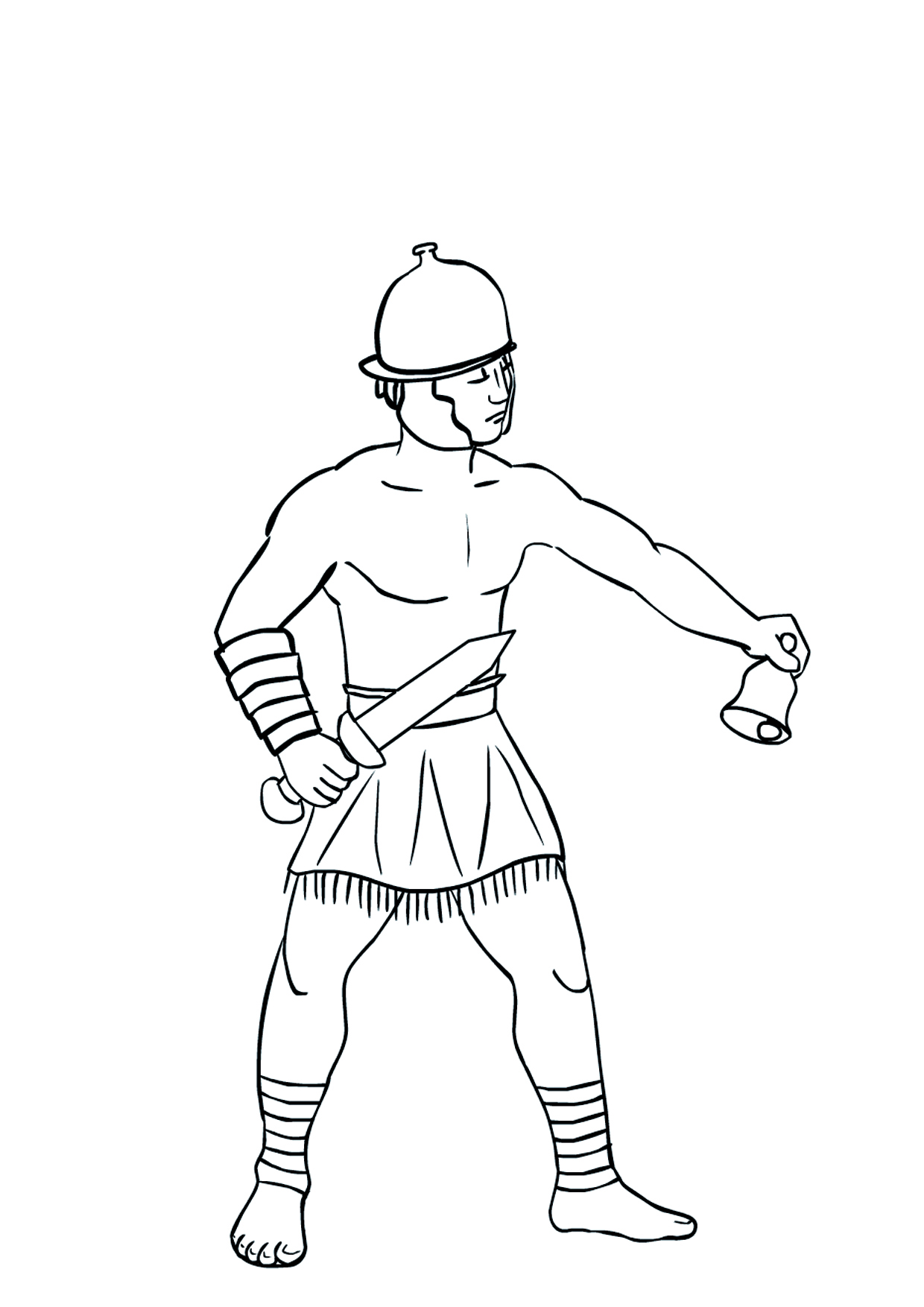
Illustration d'un andabate d'après le dessin d'un gobelet de Chrysippus.

L’andabate est un gladiateur qui combattait en aveugle (il n'y a pas de sources permettant de savoir si les combattants étaient des valides aux yeux bandés, portant un casque avec un rabat sur le visage, ou s'il s'agissait de non voyants). Sur un gobelet de Chrysippus conservé au Musée Gallo-Romain de Lyon on peut voir un duel de ce qui pourrait être des andabatae et ainsi préciser l'équipement de ce gladiateur. Il est armé d’un glaive (gladius) dans une main et d'une clochette dans l'autre main pour se localiser. Il portait une protection sur l'avant-bras droit. Les andabates combattaient entre eux pour des raisons évidentes d'équilibre entre les combattants. Il est aussi supposé qu'ils combattaient à cheval ou sur un char.
1. ↑  François, ... Impr. Clerc), Gladiateurs, chasseurs et condamnés à mort : le spectacle du sang dans l'amphithéâtre, Éd. Archéologie nouvelle, cop. 2013 (ISBN 979-10-91458-03-0, OCLC 852233336, lire en ligne)
2. ↑  Mallet, Mallet, « Andabate, Encyclopédie » , sur Enccre, Edition numérique, CRitique et Collaboratif de l'Encyclopédie, 1751 (consulté le 6 décembre 2024)
3. ↑  (en) The editors of Encyclopaedia Britannica, « andabata » , sur Encyclopaedia Britannica, 14 novembre 2024 (consulté le 6 décembre 2024)